# Наими
Наими́ (перс. نعیمی‎), полное имя Шихаб ад-Дин Фазлаллах ибн Баха ад-Дин (Абу Мухаммад) Астарабади (перс. شهاب‌الدين فضل‌الله بن بهاءالدين استرآبادی‎; около 1339, Астарабад — 1394 (по другим данным 1398 или 1401—1402 годы), Алинджакала, близ Нахичевани) — персидский поэт и философ XIV века, учитель поэта Имадеддина Насими.

## Жизнь
Фазлуллах Наими родился в городе Астрабад (нынешний Горган) на северо-востоке Ирана в 1339—1340 году. Он получил хорошее образование, но тяжёлая жизнь заставила его одно время зарабатывать пошивом папах. Однако любовь к познанию мира побеждает и он отправляется странствовать по разным странам в поисках знаний. Он был почти во всех странах и крупных городах Ближнего Востока и Средней Азии. Известно, что в 1369—1370 гг. — Наими побывал в Исфахане, в 1373—1374 гг — в Мекке, в 1376—1377 гг. — в Нишапуре а также в Хорасане. В процессе этих скитаний Фазлуллах Наими разработал учение хуруфизма, о чём он официально объявил в 1376—1377 гг. в Тебризе. По этим причинам хуруфиты называли Азербайджан (историческая область главным образом южнее реки Аракс, на территории Ирана) «Сарзамин-е рестахиз» («Место пробуждения»).
Его учение «хуруфизм» не нравилось Тимуридам, так как в его учениях существовал призыв к восстанию против династии. Видно это в одном из обращений к своим сподвижникам. Делает он это через описание пророческого сна. В частности, Наими пишет: «… Я видел, что в руках у меня был сверкающий меч, на котором некий астроном, согласно своей науке, написал, что будет несколько восстаний. После слова восстание несколько раз было написано слово Фазл, который был из Астрабада, и он (меч) был в моих руках». По указу, Наими был арестован в городе Баку. Он был в заточении в одной из тюрем Ширвана. Будучи в заточении он написал своё знаменитое произведение «Джавидан-намэ» («Книга о вечности»), или «Джавидан-е Кабир» («Великая вечность»), почитаемое его соратниками, как Коран хуруфизма. Выступления против династии Тимуридов привело к тому что был издан указ о казни. Приговор привел в исполнение сын Тимура Миран-шах в 1394 году после захвата Алинджа гала, Нахичевань. Сообщают, что Миран-шах привез Наими из Ширвана в эту крепость, повесил его на глазах его защитников, а затем, приказав привязать его труп к хвосту коня, велел, чтобы «на глазах у всех поволокли его по городу».

## Творчество
- «Джавидан-намэ» («Книга о вечности»), или «Джавидан-е Кабир» («Великая вечность»)
- «Васиййет-намэ» («Завещание»)
- «Махаббат-намэ» («Книга о любви»)
- «Арт-намэ» («Книга о троне»)
- «Искендер-намэ» («Книга об Искандере»)

## Образ в культуре
- «Насими» (1973) — фильм снят азербайджанским режиссёром Гасаном Сеидбейли. Роль Фазлуллаха Наими в этом фильме сыграл Народный артист Азербайджанской ССР Исмаил Османлы (с 1974 — Народный артист СССР).